# Schottwien
Schottwien is een gemeente in de Oostenrijkse deelstaat Neder-Oostenrijk, gelegen in het district Neunkirchen (NK). De gemeente heeft ongeveer 700 inwoners.

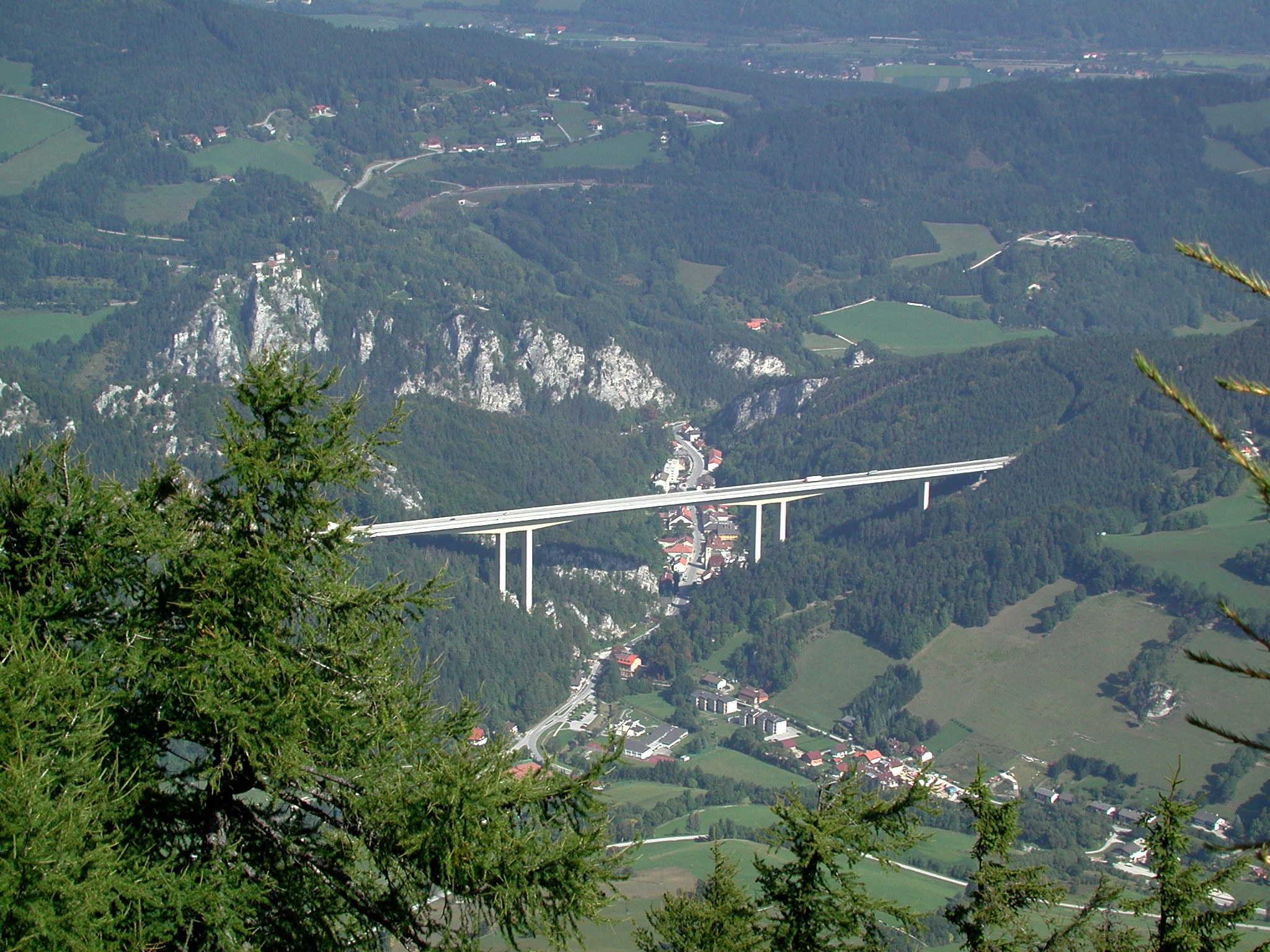
Schottwien met de brug van de S6-snelweg.

## Geografie
Schottwien heeft een oppervlakte van 12,48 km². Het ligt in het oosten van het land, ten zuidwesten van de hoofdstad Wenen.

## Overleden
- Achilles Thommen (1832-1893), Zwitsers spoorwegingenieur

- Gemeinsame Normdatei: 4800173-9
- MusicBrainz: 5c228243-d5fe-4f3e-a338-8d65bdaf3c61
- Virtual International Authority File: 241889121

Altendorf · Aspang-Markt · Aspangberg-Sankt Peter · Breitenau · Breitenstein · Buchbach · Bürg-Vöstenhof · Edlitz · Enzenreith · Feistritz am Wechsel · Gloggnitz · Grafenbach-Sankt Valentin · Grimmenstein · Grünbach am Schneeberg · Höflein an der Hohen Wand · Kirchberg am Wechsel · Mönichkirchen · Natschbach-Loipersbach · Neunkirchen · Otterthal · Payerbach · Pitten · Prigglitz · Puchberg am Schneeberg · Raach am Hochgebirge · Reichenau an der Rax · Scheiblingkirchen-Thernberg · Schottwien · Schrattenbach · Schwarzau am Steinfeld · Schwarzau im Gebirge · Seebenstein · Semmering · Sankt Corona am Wechsel · Sankt Egyden am Steinfeld · Ternitz · Thomasberg · Trattenbach · Warth · Wartmannstetten · Willendorf · Wimpassing im Schwarzatale · Würflach · Zöbern